# Короткохвостая тимелия
Короткохвостая тимелия (лат. Jabouilleia danjoui) — вид птиц из семейства земляных тимелий. Видовое латинское название дано в честь французского дипломата Франсуа Данжу (1874–1966). Jabouilleia naungmungensis выделен в отдельный вид.

## Распространение
Обитают в Лаосе и Вьетнаме. Естественной средой обитания являются субтропические и тропические влажные, а также горные леса, предпочитает высоты до 2100 м.
Считается, что благополучию вида угрожает утрата мест обитания и популяция птиц, оцениваемая в настоящее время в 10-20 000 особей, сокращается.

## Подвиды
Выдедяют два подвида данного вида:
- Jabouilleia danjoui parvirostris Delacour, 1927
- Jabouilleia danjoui danjoui (Robinson & Kloss, 1919)